# Veli Lampi
Veli Lampi (*Seinäjoki, Finlandia, 18 de julio de 1984) es un futbolista finlandés. Juega de defensa y su actual equipo es el HJK Helsinki de la Veikkausliiga de Finlandia.

## Selección nacional
Ha sido internacional con la Selección nacional de fútbol de Finlandia, ha jugado 33 partidos internacionales.

## Clubes
| Club              | País      | Año           |
| ----------------- | --------- | ------------- |
| Vaasan Palloseura | Finlandia | 2001-2004     |
| HJK Helsinki      | Finlandia | 2004-2006     |
| FC Zürich         | Suiza     | 2006-2009     |
| FC Aarau          | Suiza     | 2010          |
| Willen II         | Holanda   | 2010-2011     |
| Arsenal Kiev      | Ucrania   | 2011-2013     |
| HJK Helsinki      | Finlandia | 2013-presente |

## Palmarés

### Campeonatos nacionales
| Título            | Club         | País      | Año  |
| ----------------- | ------------ | --------- | ---- |
| Copa de Finlandia | HJK Helsinki | Finlandia | 2006 |